# Sisak
Sisak (em alemão: Sissek; em húngaro: Sziszek; em italiano: Siscia) é uma cidade croata, localizado no Condado de Sisak-Moslavina. Sisak ergue-se na confluência dos rios Sava, Kupa e Odra, a 57 km ao sudeste da capital croata, Zagrebe. Era conhecida pelos romanos como Síscia (em latim: Siscia) e era a capital da Panônia Sávia. A população, em 2001, era de 52.236 habitantes.

## Ligações externas

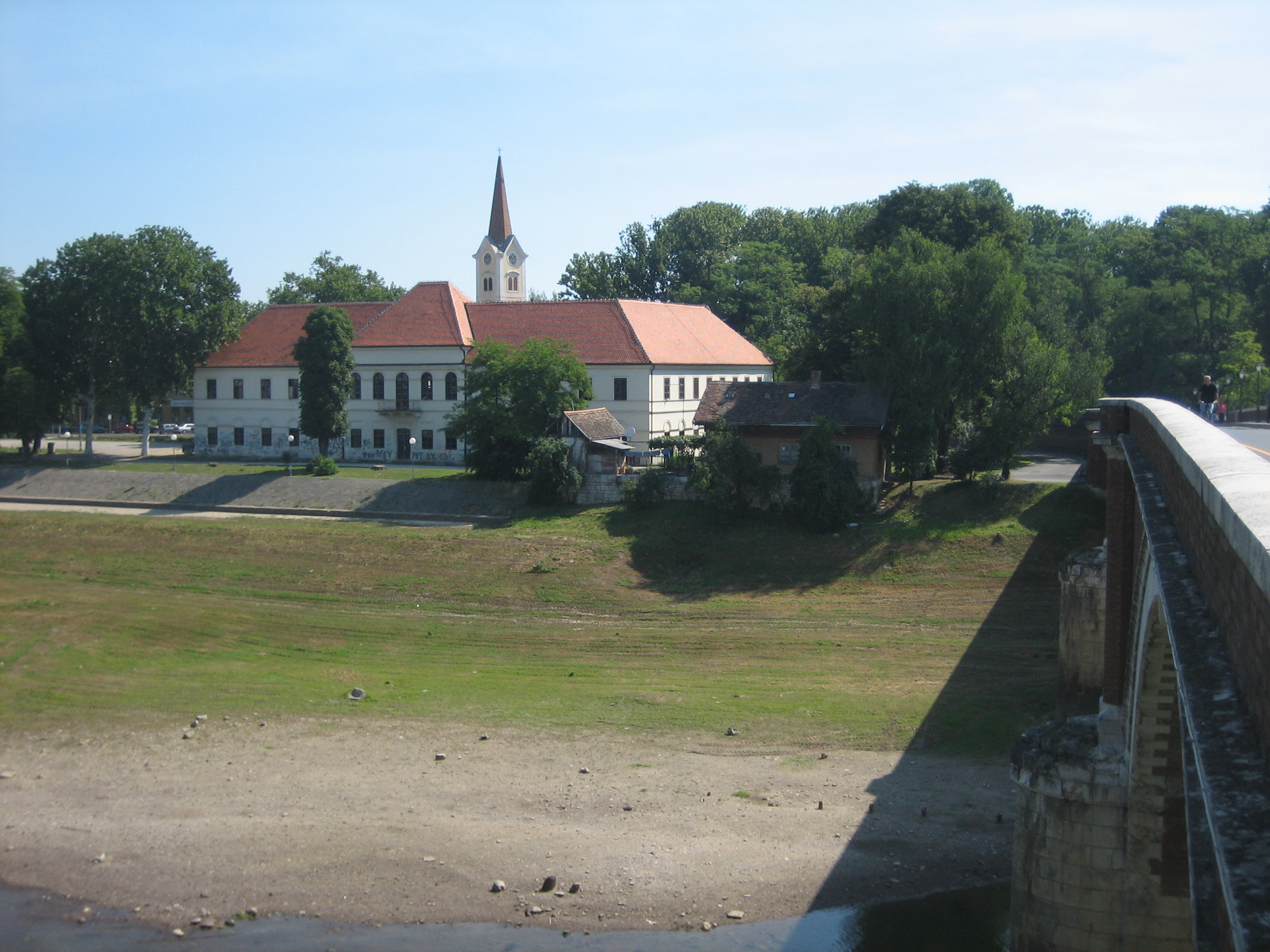
Sisak Veliki Kaptol